# ジュゼッペ・ロッシ
ジュゼッペ・ロッシ（Giuseppe Rossi, 1987年2月1日 - ）は、アメリカ合衆国・ニュージャージー州ティーネック出身の元イタリア代表サッカー選手。現役時代のポジションはフォワード。
1982年にワールドカップを制し、同大会で得点王となり英雄となったパオロ・ロッシと同姓であること、またパオロ・ロッシの愛称であるパブリート（Pablito）と語感が似ていることから、イタリア語名ジュゼッペの愛称系である「ペピート」と呼ばれる。

## クラブ経歴
イタリア人の両親の下にアメリカ・ニュージャージー州で生まれ、サッカーのコーチをしていた父親の影響で4歳の時にサッカーを始めた。イタリアに渡るとパルマFCの下部組織に入団し、ルカ・チガリーニやアルトゥーロ・ルポリらとともにアッリエーヴィ・ナツィオナーレ（15･16歳のカテゴリー）で全国制覇した。

### マンチェスター・U
2004年に17歳でマンチェスター・ユナイテッドFCへ移籍した。アメリカ育ちであり言語習得の必要がなかったことも理由のひとつだと語っている。11月10日のカーリングカップ、クリスタル・パレスFC戦で初出場した。移籍初年度の2004-05シーズンはリーグ戦出場なしに終わったが、2005年10月のサンダーランドAFC戦でプレミアリーグデビューし、2005-06シーズンは公式戦10試合に出場して4得点した。しかし層が厚いユナイテッドでは満足な出場機会を得られず、2006-2007シーズンはニューカッスル・ユナイテッドFCへレンタルされた。しかしニューカッスルでも11試合出場無得点と活躍できず、2007年1月に古巣のパルマFCにレンタル移籍した。
初出場となったトリノFC戦では、10試合勝ち星がなかったチームに勝ち点3を与える得点を挙げた。クラウディオ・ラニエリ監督が就任したパルマFCではすぐさまポジションを掴み、19試合で9得点を挙げてパルマの降格圏脱出の立役者となる活躍を見せた。2007年3月には新ウェンブリー・スタジアムでのオープニングゲームとしてのU-21イングランド代表対U-21イタリア代表の試合に出場した。2007年6月、U-21欧州選手権に出場した。

### ビジャレアルCF

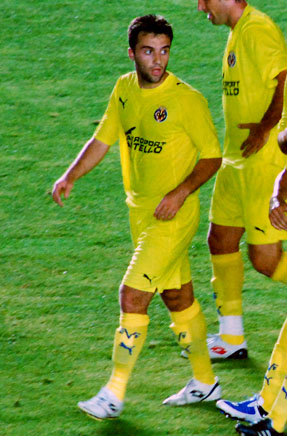
2009年にビジャレアルでプレーするロッシ

2007年8月1日、移籍金670万ポンド（約17億円）の6年契約でリーガ・エスパニョーラのビジャレアルCFへ完全移籍した。8月26日、リーグデビュー戦となったバレンシアCF戦で得点したが、ロッシはプレミアリーグとセリエAのデビュー戦でもそれぞれゴールを挙げている。開幕直後からゴールを量産していたが、11月に右膝半月板を負傷した。復帰してからはニハト・カフヴェチとコンビを組み、前線でのチャンスメークに非凡な才能を見せた。最終的にはリーグ戦27試合出場11ゴールをマークし、リーグ2位と2008-09シーズンのUEFAチャンピオンズリーグ出場権の獲得に貢献した。
2008-09シーズンは怪我で出遅れたものの、復帰後は得点を積み重ね、2月9日のCDヌマンシア戦では1試合2得点を挙げた。2月終了時点で早くも2007-08シーズンの得点数を抜いたが、3月にはいってからは得点がぴたりと途絶え、結局12点でシーズンを終えた。UEFAチャンピオンズリーグではオールボーBK戦やパナシナイコスFC戦などで計3得点した。2009年7月27日、ACミランの公式サイト上でロッシ獲得が発表され、数秒後にそのニュースは削除された。これはクラッカー（ハッカー）がいたずらで掲載したものだという。2010年2月には、父親の看病のために期限を定めずにアメリカに帰国したが、父親は2月23日に亡くなった。
2011年1月25日、ビジャレアルCFとの契約を2016年6月30日まで延長した。同年夏にはFCバルセロナ やユヴェントスFC やSSCナポリ などがロッシの獲得に動いたが、結局合意には至らずに残留した。8月25日、UEFAチャンピオンズリーグ本選出場プレーオフのオーデンセBK戦セカンドレグでは2得点を挙げてグループリーグ出場を決めた。2010-11シーズンは最終的に56試合に出場し32ゴールを記録した。
2011年10月26日、レアル・マドリード戦で右膝の前十字靱帯を損傷し、全治6カ月の離脱を強いられることとなった。
2012年4月13日に右膝前十字靭帯を再び負傷。手術は成功したものの 6カ月の離脱を余儀なくされ、UEFA EURO 2012本大会の欠場が確定した。

### フィオレンティーナ
2013年1月5日、フィオレンティーナへの移籍が発表された。移籍金は900万ユーロで、条件付きでボーナスがプラスされる。2012-2013シーズンは怪我から復帰した最終節の1試合のみの出場となった。
2013-14シーズンは開幕からレギュラーとして活躍。2013年10月20日に行われた対ユヴェントスFC戦では自身初の公式戦でのハットトリック（3得点）を記録し、チームにとって15年ぶりとなるホームでの宿敵相手の勝利 (4-2) に貢献した。この試合のロッシの採点は地元フィオレンティーナ関連サイトでは全て10点、イタリア全国スポーツ紙のガゼッタ・デロ・スポルト、コッリエーレ・デッロ・スポルトの2紙からも9点という破格の点数がつけられた。このシーズンは前半戦だけで14得点と得点王争いのトップを走る活躍を見せたが、年が明けた2014年1月5日対リヴォルノ戦でレアンドロ・リナウドからタックルを受け右膝を負傷。一時は現役引退の可能性もささやかれたが、検査の結果、古傷の十字靭帯ではなく内側靭帯の損傷であったことが判明。手術は行わず、2カ月の保存治療を行うことになった。
5月3日のコッパ・イタリア決勝SSCナポリ戦で復帰。その後のリーグ戦で3試合で2得点。最終的に21試合出場で16得点でチーム得点王、リーグの得点王ランキング7位でシーズンを終えた。
2014-15シーズン開幕前の練習中にまたしてもひざを負傷、このシーズン全ての欠場となった。
怪我の影響とニコラ・カリニッチの台頭により出場機会が減ったため、2016年1月25日にレバンテUDへ半年間のレンタルが決定。17試合で6得点を挙げたものの、チームは最下位でセグンダ・ディビシオンへ降格した。
2016年8月28日、セルタ・デ・ビーゴへレンタル移籍。2017年4月3日のUDラス・パルマス戦ではプリメーラ・ディビシオンでイタリア人として3人目となるハットトリックを達成し勝利に貢献した。しかしその6日後に行われたSDエイバル戦で再び靭帯断裂の大怪我を負い戦線を離脱した。シーズン終了後、セルタはレンタル1年延長のオプションがあったが行使せず、さらにレンタル元のフィオレンティーナとの契約も満了となったためフリーエージェントのまま治療を行っている。

### レアル・ソルトレイク
2020年2月27日、レアル・ソルトレイクと契約した。

### S.P.A.L.
2021年11月19日、セリエBのS.P.A.L.にシーズン終了までの契約で加入した。控え選手として14試合3得点を挙げると、契約満了により2022年6月末をもってチームを退団。退団後は無所属だったが、2023年2月17日、セリエBで降格圏内に低迷してダニエレ・デ・ロッシ監督を解任したばかりのS.P.A.L.にシーズン終了までの契約で再加入した。

## 代表経歴

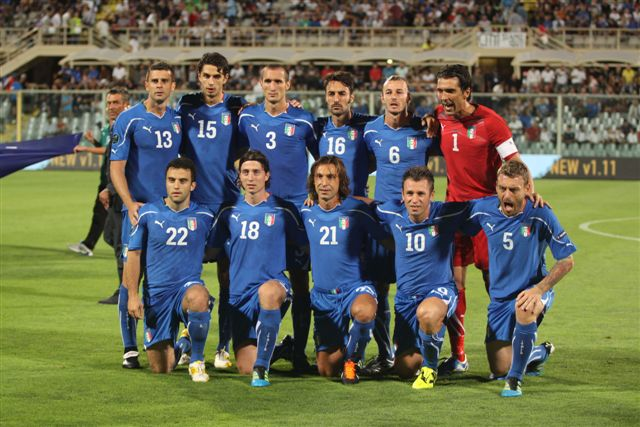
2011年9月6日にイタリア代表としてスロベニア代表戦に臨むロッシ（前列左）

U-17イタリア代表やU-19イタリア代表を経て、U-23イタリア代表でも主力として活躍し、2008年の北京五輪にも出場。チームは準々決勝で敗退し、メダル獲得はならなかったが、自身は4得点を挙げ得点王となった。
2008年10月11日、2010 FIFAワールドカップ・ヨーロッパ予選のブルガリア戦 (0-0) でイタリアA代表デビュー。2009年6月6日の北アイルランドとの親善試合で代表初ゴールを記録。同年のコンフェデレーションズカップのメンバーに選出された。グループリーグ初戦のアメリカ戦 (3-1) では、ミドルシュートで同点ゴールを決め、後半ロスタイムには追加点を決めて逆転勝利に貢献した。
2011年2月9日に行われたドイツ代表との親善試合では途中出場して同点ゴールを決めた。6月4日、UEFA EURO 2012予選のエストニア戦では先制点を決め、さらにシュートを何本も放って勝利に貢献した。
ブラジルW杯には2013年の活躍から直前までは代表に入っていたものの2014年初の怪我が影響して本戦メンバーからは外れた。

## 人物
アメリカ育ちで第一言語は英語だが、イタリア語の教師をしていた両親にイタリア語を教わり、アメリカにいながらイタリア語も習得した。
子どもの頃からジャンフランコ・ゾラのプレーに憧れていた。なお、父親の影響でACミランのファンだったことを公言している。
イタリア代表監督のチェーザレ・プランデッリは「テクニックとスピードを兼ね揃えたモダンな選手で、全ての監督が欲しがるようなFW」であると評価している。

## 個人成績

### クラブ
| クラブ                              | シーズン     | リーグ戦       | リーグ戦 | リーグ戦 | 国内カップ | 国内カップ | 国際大会 | 国際大会 | その他 | その他 | 合計 | 合計 |
| クラブ                              | シーズン     | ディヴィジョン | 出場     | 得点     | 出場       | 得点       | 出場     | 得点     | 出場   | 得点   | 出場 | 得点 |
| ----------------------------------- | ------------ | -------------- | -------- | -------- | ---------- | ---------- | -------- | -------- | ------ | ------ | ---- | ---- |
| マンチェスター・ユナイテッド        | 2004-05      | プレミアリーグ | 0        | 0        | 0          | 0          | 0        | 0        | 2      | 0      | 2    | 0    |
| マンチェスター・ユナイテッド        | 2005-06      | プレミアリーグ | 5        | 1        | 2          | 2          | 2        | 0        | 3      | 1      | 12   | 4    |
| マンチェスター・ユナイテッド        | 2006-07      | プレミアリーグ | 0        | 0        | 0          | 0          | 0        | 0        | 0      | 0      | 0    | 0    |
| マンチェスター・ユナイテッド        | クラブ通算   | クラブ通算     | 5        | 1        | 2          | 2          | 2        | 0        | 5      | 1      | 14   | 4    |
| ニューカッスル・ユナイテッド (loan) | 2006-07      | プレミアリーグ | 11       | 0        | 0          | 0          | -        | -        | 2      | 1      | 13   | 1    |
| パルマ (loan)                       | 2006-07      | セリエA        | 19       | 9        | 0          | 0          | 1        | 0        | -      | -      | 20   | 9    |
| ビジャレアル                        | 2007-08      | ラ・リーガ     | 27       | 11       | 5          | 2          | 5        | 0        | -      | -      | 37   | 13   |
| ビジャレアル                        | 2008-09      | ラ・リーガ     | 30       | 12       | 1          | 0          | 8        | 3        | -      | -      | 39   | 15   |
| ビジャレアル                        | 2009-10      | ラ・リーガ     | 34       | 10       | 4          | 2          | 8        | 5        | -      | -      | 46   | 17   |
| ビジャレアル                        | 2010-11      | ラ・リーガ     | 36       | 18       | 5          | 3          | 15       | 11       | -      | -      | 56   | 32   |
| ビジャレアル                        | 2011-12      | ラ・リーガ     | 9        | 3        | 0          | 0          | 5        | 2        | -      | -      | 14   | 5    |
| ビジャレアル                        | 2012-13      | ラ・リーガ     | 0        | 0        | 0          | 0          | -        | -        | -      | -      | 0    | 0    |
| ビジャレアル                        | クラブ通算   | クラブ通算     | 136      | 54       | 15         | 7          | 41       | 21       | 0      | 0      | 192  | 82   |
| フィオレンティーナ                  | 2012-13      | セリエA        | 1        | 0        | 0          | 0          | -        | -        | -      | -      | 1    | 0    |
| フィオレンティーナ                  | 2013-14      | セリエA        | 21       | 16       | 1          | 0          | 2        | 1        | -      | -      | 24   | 17   |
| フィオレンティーナ                  | 2014-15      | セリエA        | 0        | 0        | 0          | 0          | 0        | 0        | -      | -      | 0    | 0    |
| フィオレンティーナ                  | 2015-16      | セリエA        | 11       | 0        | 1          | 0          | 4        | 2        | -      | -      | 16   | 2    |
| フィオレンティーナ                  | 2016-17      | セリエA        | 1        | 0        | 0          | 0          | 0        | 0        | -      | -      | 1    | 0    |
| フィオレンティーナ                  | クラブ通算   | クラブ通算     | 34       | 16       | 2          | 0          | 6        | 3        | 0      | 0      | 42   | 19   |
| レバンテ (loan)                     | 2015-16      | ラ・リーガ     | 17       | 6        | 0          | 0          | -        | -        | -      | -      | 17   | 6    |
| セルタ (loan)                       | 2016-17      | ラ・リーガ     | 18       | 4        | 4          | 1          | 7        | 1        | -      | -      | 29   | 6    |
| ジェノア                            | 2017-18      | セリエA        | 9        | 1        | 1          | 0          | -        | -        | -      | -      | 10   | 1    |
| レアル・ソルトレイク                | 2020         | MLS            | 7        | 1        | -          | -          | -        | -        | 0      | 0      | 7    | 1    |
| S.P.A.L.                            | 2021-22      | セリエB        | 14       | 3        | 0          | 0          | -        | -        | -      | -      | 14   | 3    |
| S.P.A.L.                            | 2022-23      | セリエB        | 5        | 0        | 0          | 0          | -        | -        | -      | -      | 5    | 0    |
| S.P.A.L.                            | クラブ通算   | クラブ通算     | 19       | 3        | 0          | 0          | 0        | 0        | 0      | 0      | 19   | 3    |
| キャリア通算                        | キャリア通算 | キャリア通算   | 275      | 95       | 24         | 10         | 57       | 25       | 7      | 2      | 363  | 132  |

### 代表
出場大会
- U-17イタリア代表

2003年 - UEFA U-17欧州選手権2003 (グループステージ敗退)
- U-21イタリア代表

2007年 - UEFA U-17欧州選手権2007 (5位)
- U-23イタリア代表

2008年 - 北京オリンピック (ベスト8)
- イタリア代表

2009年 - FIFAコンフェデレーションズカップ2009 (グループステージ敗退)
試合数
- 国際Aマッチ 30試合7得点（2008年 - 2014年）

| イタリア代表 | 国際Aマッチ | 国際Aマッチ |
| 年           | 出場        | 得点        |
| ------------ | ----------- | ----------- |
| 2008         | 2           | 0           |
| 2009         | 12          | 3           |
| 2010         | 4           | 0           |
| 2011         | 9           | 3           |
| 2012         | 0           | 0           |
| 2013         | 2           | 1           |
| 2014         | 1           | 0           |
| 通算         | 30          | 7           |

得点数
| # | 開催日         | 開催地                                             | 対戦国         | スコア | 結果 | 大会                                 |
| - | -------------- | -------------------------------------------------- | -------------- | ------ | ---- | ------------------------------------ |
| 1 | 2009年6月6日   | ピサ、アレーナ・ガリバルディ                       | 北アイルランド | 1-0    | 3-0  | 親善試合                             |
| 2 | 2009年6月16日  | プレトリア、ロフタス・ヴァースフェルド・スタジアム | アメリカ合衆国 | 1-1    | 3-1  | FIFAコンフェデレーションズカップ2009 |
| 3 | 2009年6月16日  | プレトリア、ロフタス・ヴァースフェルド・スタジアム | アメリカ合衆国 | 3-1    | 3-1  | FIFAコンフェデレーションズカップ2009 |
| 4 | 2011年2月10日  | ドルトムント、ジグナル・イドゥナ・パルク           | ドイツ         | 1-1    | 1-1  | 親善試合                             |
| 5 | 2011年3月29日  | キーウ、ロバノフスキー・ディナモスタジアム         | ウクライナ     | 0-1    | 0-2  | 親善試合                             |
| 6 | 2011年6月4日   | モデナ、スタディオ・アルベルト・ブラーリア         | エストニア     | 1-0    | 3-0  | UEFA EURO 2012予選                   |
| 7 | 2013年11月19日 | ロンドン、クレイヴン・コテージ                     | ナイジェリア   | 1-0    | 2-2  | 親善試合                             |

## タイトル

### クラブ
マンチェスター・ユナイテッドFC
- フットボールリーグカップ (1) : 2005-06

### 個人
- 夏季オリンピック 得点王 (1) : 2008